# فضل الله الراوندي
اَلسَّيِّدُ ضِيَاءُ اَلدِّينِ أَبُو اَلرِّضَا فَضْلُ اَللَّهِ بْنُ عَلِيٍّ بْنِ عُبَيْدِ اَللَّهِ اَلْحَسَنِيُّ اَلرَّاوَنْدِيُّ (483 هـ - 1090م / 571 هـ - 1176م)، هُوَ أديب وكاتب وفقيه ورياضياتي وشاعر عربيٌّ شيعيٌّ. وُلد في بلدة راوَنْد بالقرب من قاسان في إيران، ونشأ في مدينة قاسان، فنُسب إليهما. يُعدّ من أبرز أعلام الفكر والعلوم في القرن السادس الهجري، وواحدًا من كبار علماء الإمامية في عصره.

## نسبه
فضل الله بن علي بن عبيد الله الثالث بن محمد الأصغر بن عبيد الله الثاني بن محمد أميركا بن عبيد الله الأول بن الحسن السليق بن علي بن محمد السليق بن الحسن الأخشيش بن جعفر الخطيب بن الحسن المثنى بن الحسن السبط بن علي بن أبي طالب، وعلي زوج فاطمة بنت محمد ﷺ.
فهو الحفيد 14 لرسول الله محمد ﷺ في سلسلة نسبه.
أما والدته، فهي فاطمة بنت الحسين، وهي ابنة عم والده، وتنحدر أيضًا من سلالة الحسن بن علي، مما يجعل نسبه شريفًا من جهة الأب والأم معًا.

## ولادته ونشأته
ولِدَ فضل الله بن علي الحسني في مدينة راوَنْد في فارس، وعاش في مدينة قاسان، فصار يُنسَب إليها، 
ونشأ في أسرة علمية عربية عريقة، برز منها العديد من أعلام الفقه والعلم والأدب. ويُعدُّ جده السيد عبيد الله الثاني أول من انتقل من هذه الأسرة إلى بلدة راوَنْد، وكان فقيهًا، شاعرًا، ومُحدّثًا.

كان فضل الله الراوندي متبحِّراً في كثيرٍ من العلوم الدينية، خاصةً التفسير والفقه الإسلامي، على المذهب الإمامي، كما كان مُهتَماً بالرياضيات، وهو إلى جانب ذلك شاعر بارع نظم باللغة العربيَّة. وهناك أنشأ مدرسةً وعمل مدرّسًا فيها.

ألَّف فضل الله الرواندي مصنفاتٍ في الفقه والتفسير والأدب.

## أساتذته وتلامذته

### أساتذته
1. السيد علي بن عبيد الله الثالث الحسني الراوندي، «والده».
2. أبو علي بن محمّد بن الحسن الطوسي.
3. أمين الإسلام، أبو علي، الفضل بن الحسن بن الفضل الطبرسي.
4. الحسن بن أبي جعفر محمد بن الحسن الطوسي، المعروف بـ«المفيد الثاني».
5. أبو عبد الله، جعفر بن محمد العبسي الدوريستي.
6. أبو الحسن، علي بن عبد الصمد بن محمد التميمي النيسابوري.

- وغيرهم.

### تلامذته
1. منتجب الدين، علي بن عبيد الله بن الحسن القمي الرازي، صاحب «كتاب الفهرسة».
2. أبو جعفر، محمد بن علي بن شهرآشوب المازندراني.
3. أبو الفضل، محمد بن الحسن الجهرودي الطوسي، «والد الخواجة نصير الدين الطوسي».
4. ناصر الدين، راشد بن إبراهيم بن إسحاق بن محمد أبو إبراهيم البحراني.
5. نجم الدين، عبد الله بن جعفر العبسي الدوريستي.
6. عماد الدين، أبو الفرج، علي بن قطب الدين سعيد بن عبد الله الراوندي.

- وغيرهم.

## شعره
تناول الحسني الراوندي في شعره الرثاء والوصف والغزل والنسيب والحكمة، بينما أكثر شعره في المديح، وأسلوبه متين متعدِّد المعاني. في العصر الحديث نُشِرَ ديوانه للمرة الأولى في عام 1954م بتحقيق جلال الدين الأرموي. من شعره قوله:

## مؤلفاته
تُنسَب إليه المؤلفات التالية:
- «الكافي في التفسير».
- «تفسير كلام الله المجيد».
- «الطراز المُذهب في إبراز المَذهب».
- «مقاربة الطية إلى مقارنة النية».
- «ضوء الشهاب في شرح الشهاب».
- «الكافي في علم العروض والقوافي».
- «نظم العروض».
- «الطب الرضوي».
- «غمام الغموم».
- «مُزْن الحزن».
- «مجمع اللطائف ومنبع الظرائف».
- «نثر اللآلي لفخر المعالي».
- «غنية المغنِّي ومنية المتمنِّي».
- «كتاب الحسيب النسيب للحسيب النسيب».
- «أدعية السِّر».
- «الاربعون في الحديث».
- «حماسة ذوات الحواشى».
- «كتاب النوادر».
- «نظم العروض للقلب الممروض».

## وفاته
توفي الحسني الراوندي يوم 9 ذو الحجة سنة 571 هـ الموافق 13 يونيو 1176م في مدينة قاسان، حيث دُفن هناك. وتُعدّ مقبرته مزارًا معروفًا في المدينة.

## قراءات إضافية
- جلال الدين الأرموي، ديوان السيد الإمام ضياء الدين أبي الرضا فضل الله الحسني الراوندي القاساني. مطبعة المجلس. الطبعة الأولى - 1954م.